# Starý Jičín
Starý Jičín é uma comuna checa localizada na região de Morávia-Silésia, distrito de Nový Jičín‎.